# Kerncentrale Trillo
Kerncentrale Trillo (Spaans:Central Nuclear de Trillo (CNT)) is een kerncentrale in Spanje bij Trillo aan de rivier de Taag.
De centrale heeft één drukwaterreactor (PWR) met technologie van Siemens. Eigenaars van de centrale zijn Iberdrola en Endesa, de uitbater heet Centrales Nucleares Almaraz-Trillo (CNAT). Het project voor een tweede reactor: Trillo-2 is in 1984 gestopt. De brandstofstaven worden geleverd door Areva.
| Reactorblok | Reactortype | Vermogen | Begin bouw | Inbedrijfname | Stillegging |
| ----------- | ----------- | -------- | ---------- | ------------- | ----------- |
| Trillo-1    | PWR         | 1066 MW  | 1979       | 1988          |             |